# Speyeria cornelia
Speyeria cornelia är en fjärilsart som beskrevs av Edwards 1892. Speyeria cornelia ingår i släktet Speyeria och familjen praktfjärilar. Inga underarter finns listade i Catalogue of Life.